# QDOS
Ne doit pas être confondu avec Sinclair QDOS.
QDOS ou 86-DOS est un système d'exploitation développé et vendu par la société Seattle Computer Products pour leurs kits basés sur le processeur Intel 8086. Sa structure de commandes et son Interface de programmation étaient compatibles avec ceux de CP/M ce qui facilitait le portage des applications d'un système à l'autre. Appelé QDOS qui signifie Quick-and-dirty Operating System, soit « système d'exploitation vite fait mal fait » pendant sa phase de développement, il fut renommé 86-DOS une fois commercialisé.
Acheté par Microsoft, 86-DOS est l'ancêtre de MS-DOS.

## Historique
Pour cause d'absence de système d'exploitation, les ventes du kit 8086 fabriqué par Seattle Computer Products (SCP) ne décollent pas. Le seul logiciel que SCP peut vendre avec ce kit est le Microsoft Basic-86 que Microsoft a développé sur un prototype. SCP voudrait fournir CP/M pour 8086 que Digital Research (DRI) a annoncé mais tarde à sortir. En avril 1980 SCP confie à Tim Paterson âgé de 22 ans la tâche de développer une alternative à CP/M-86 qu'il baptise d'abord QDOS (Quick and Dirty Operating System).
Paterson utilise la même Interface de programmation et la plupart des commandes, de CP/M. Il apporte des corrections à certains problèmes qu'il a identifiés. Pour conserver la compatibilité avec les kits déjà vendus, il utilise le système de fichiers FAT de BASIC-86 plutôt que celui de CP/M.

## IBM
Fin 1980, IBM cherche un système d'exploitation pour son futur IBM-Personal Computer à base de 8088 (plus lent
mais moins cher que le 8086). Elle se tourne naturellement vers Digital Research (DRI) pour obtenir CP/M qui est le système en vogue. Les tractations échouent à cause du système de versement de royalties. IBM voudrait payer un montant unique de 250 000 $ qui l'autoriserait à revendre un nombre indéfini de licences.
Lors d'une réunion entre Bill Gates, Steve Ballmer, Paul Allen et des dirigeants d'IBM, Gates affirme à IBM pouvoir fournir un système d'exploitation compatible CP/M et conclut un contrat (source Les Pirates de la Silicon Valley[source insuffisante]).

## PC-DOS
En décembre 1980, Microsoft achète pour 25 000 $ une licence 86-DOS non exclusive à Seattle Computer Products. En mai 1981 Microsoft embauche Tim Paterson pour en faire une version pour le processeur 8088 sous le contrôle d'IBM qui en écrira le mode d'emploi.
En juillet 1981 soit un mois avant la sortie de l'IBM PC, Microsoft achète pour 50 000 $ tous les droits du 86-DOS et en vend une licence
non-exclusive à IBM sous le nom de PC-DOS 1.0 (qui sera ensuite renommé en MS-DOS 1.0). Microsoft vend également cette licence à d'autres sociétés.
SCP accusera plus tard Microsoft d'avoir dissimulé son contrat avec IBM pour acheter le 86-DOS moins cher et obtiendra 1 million de dollars.

## 86-DOS
Malgré des suspicions de la part de Gary Kildall le fondateur de Digital Research, Tim Paterson a toujours nié s'être inspiré du code de CP/M pour écrire 86-DOS.